# Miguel José Maria de Teive e Argolo
Miguel José Maria de Teive e Argolo, primeiro e único barão de Paramirim (Paramirim, 29 de setembro de 1794 — Salvador, ?) foi um fazendeiro e militar brasileiro.
Filho de José Joaquim de Teive e Argolo e Maria Luísa de Argolo Queirós, casou-se com sua prima  Maria Murtha Ferrão de Pina e Mello, filha do coronel José Maria de Pina e Mello de Argollo e Queiroz que, com o casamento, passou a se chamar Maria Murtha de Argollo Pina e Mello. Ambos foram os pais do engenheiro Miguel de Teive e Argolo (1851 - c. 1916), um dos pioneiros do transporte ferroviário no Brasil, autor do projeto, construtor e primeiro concessionário da Estrada de Ferro Bahia e Minas.
Participou, como capitão da infantaria de milícias, da campanha pela Independência do Brasil na Bahia.
Em 1839, foi nomeado tenente-coronel da Guarda Nacional, em São Francisco do Conde. Em 1864, tornou-se coronel honorário do Exército. Agraciado com o título de barão, foi também comendador da Imperial Ordem de Cristo, cavaleiro da Imperial Ordem do Cruzeiro e fidalgo cavaleiro da Casa Imperial.